# Syzygium cordatum
Syzygium cordatum
Espèce
Classification phylogénétique
Syzygium cordatum est une espèce de plantes à fleurs de la famille des Myrtaceae et du genre Syzygium. C'est un arbre trouvé le long des cours d'eau du KwaZulu-Natal, du Zimbabwe et du Mozambique.

## Description
Syzygium cordatum est un arbre sempervirent dont la taille peut atteindre 15 m.
On trouve souvent cet arbre près des cours d'eau, en bordure des forêts ou dans les zones marécageuses.
La forme des feuilles est elliptique ou circulaire, et leur couleur est d'un vert bleuâtre sur le dessus, plus pâle en dessous. Les jeunes feuilles sont rougeâtres.
Les fruits sont comestibles.
Il peut être invasif

## Noms vernaculaires
Il est appelé waterbessie en afrikaans ; undoni, umSwi, umJoni et hute en shona ; trâm mốc, trâm vối et vối rừng en vietnamien, water-berry, watertree et waterwood  en anglais.

## Usages
La durabilité de son bois dans l'eau fait qu'il est utilisé en construction navale.
On peut faire des gelées et des boissons alcoolisées avec son fruit.
Il est l'hôte d'un papillon, Micragone cana (nl), dont les chenilles sont comestibles.
La poudre de l'écorce est utilisée comme poison pour la pêche.

## Galerie

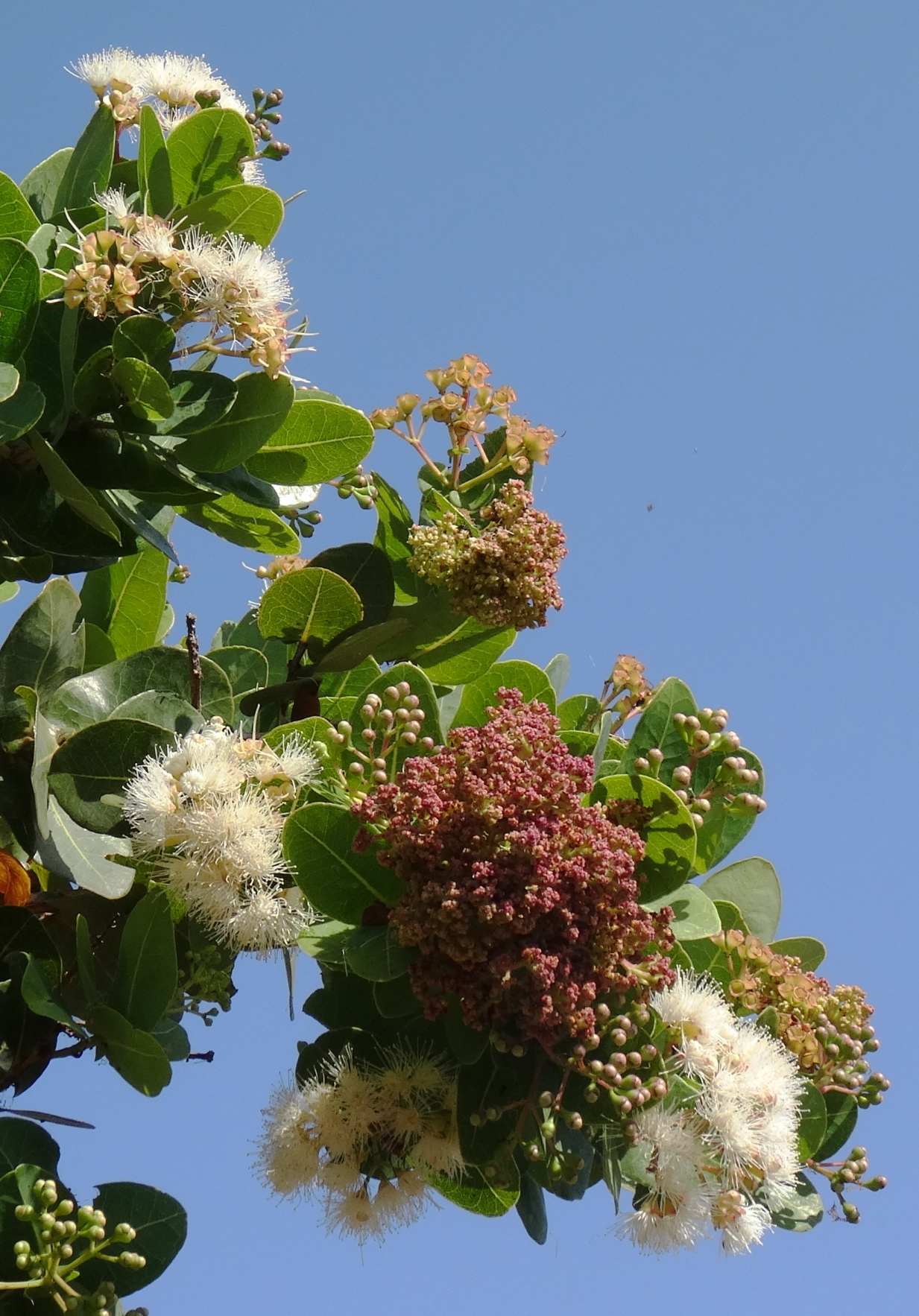
Un Syzygium cordatum près de Xai-Xai, au Mozambique.
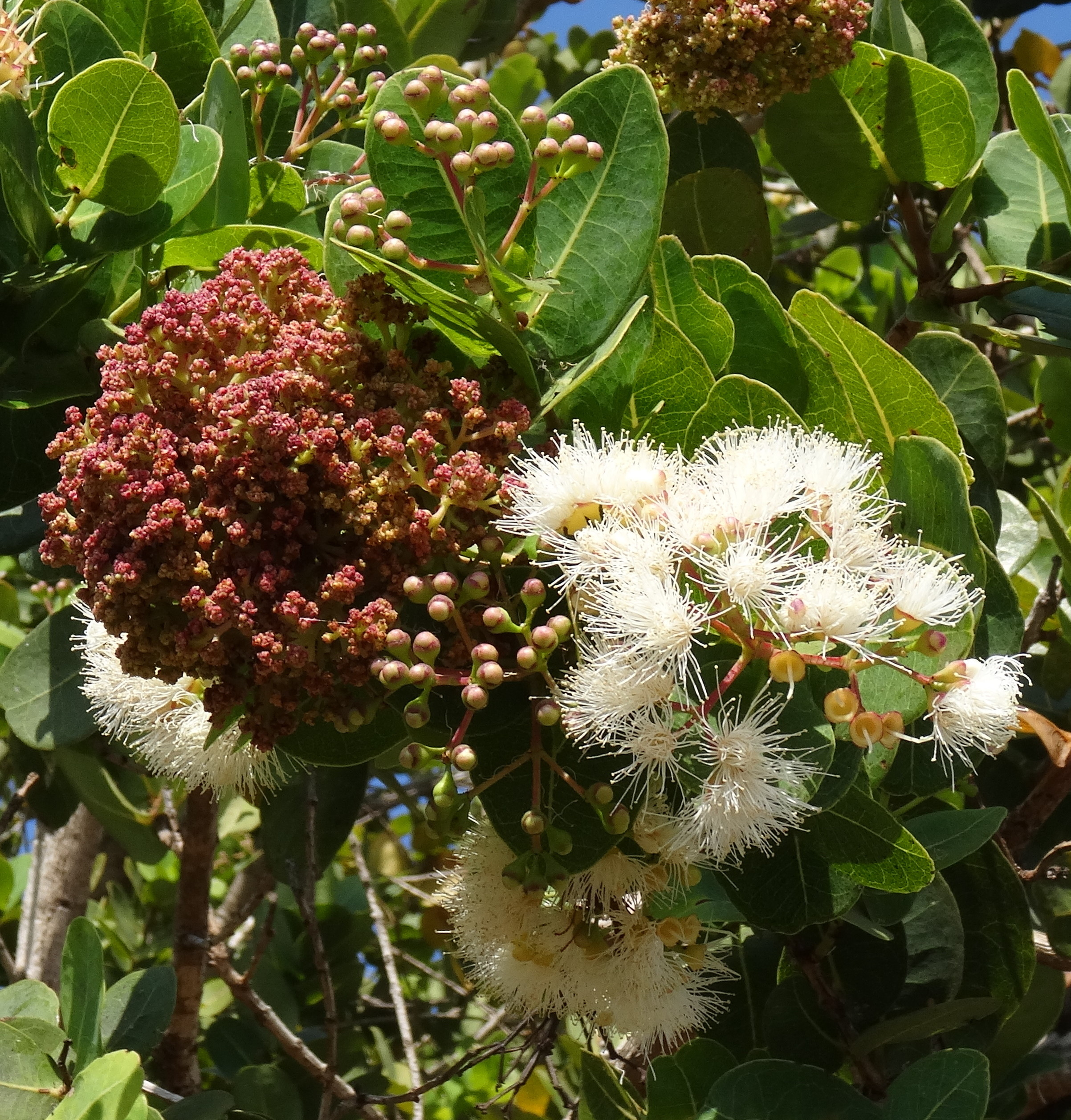
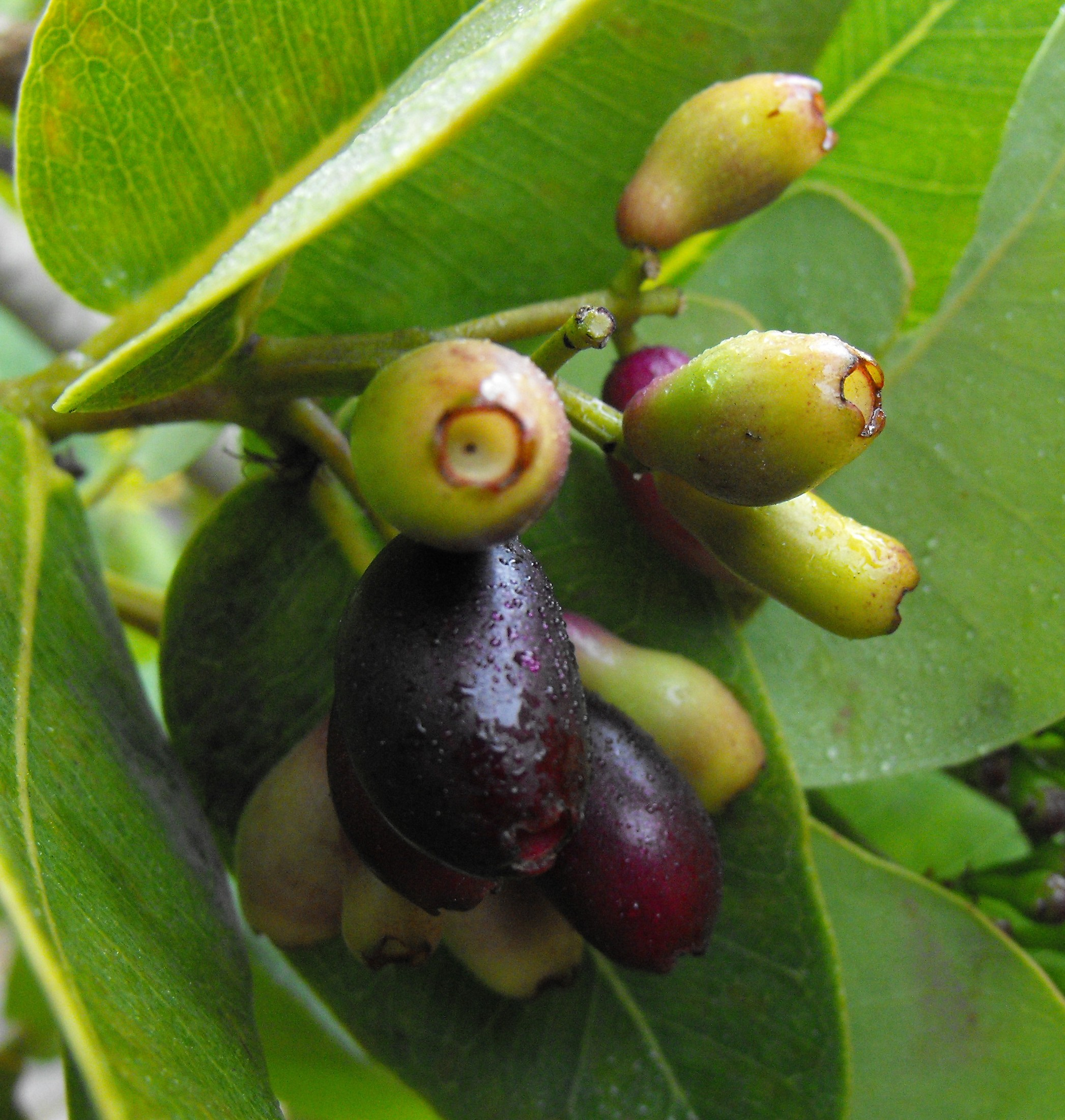
Au jardin botanique de San Diego.
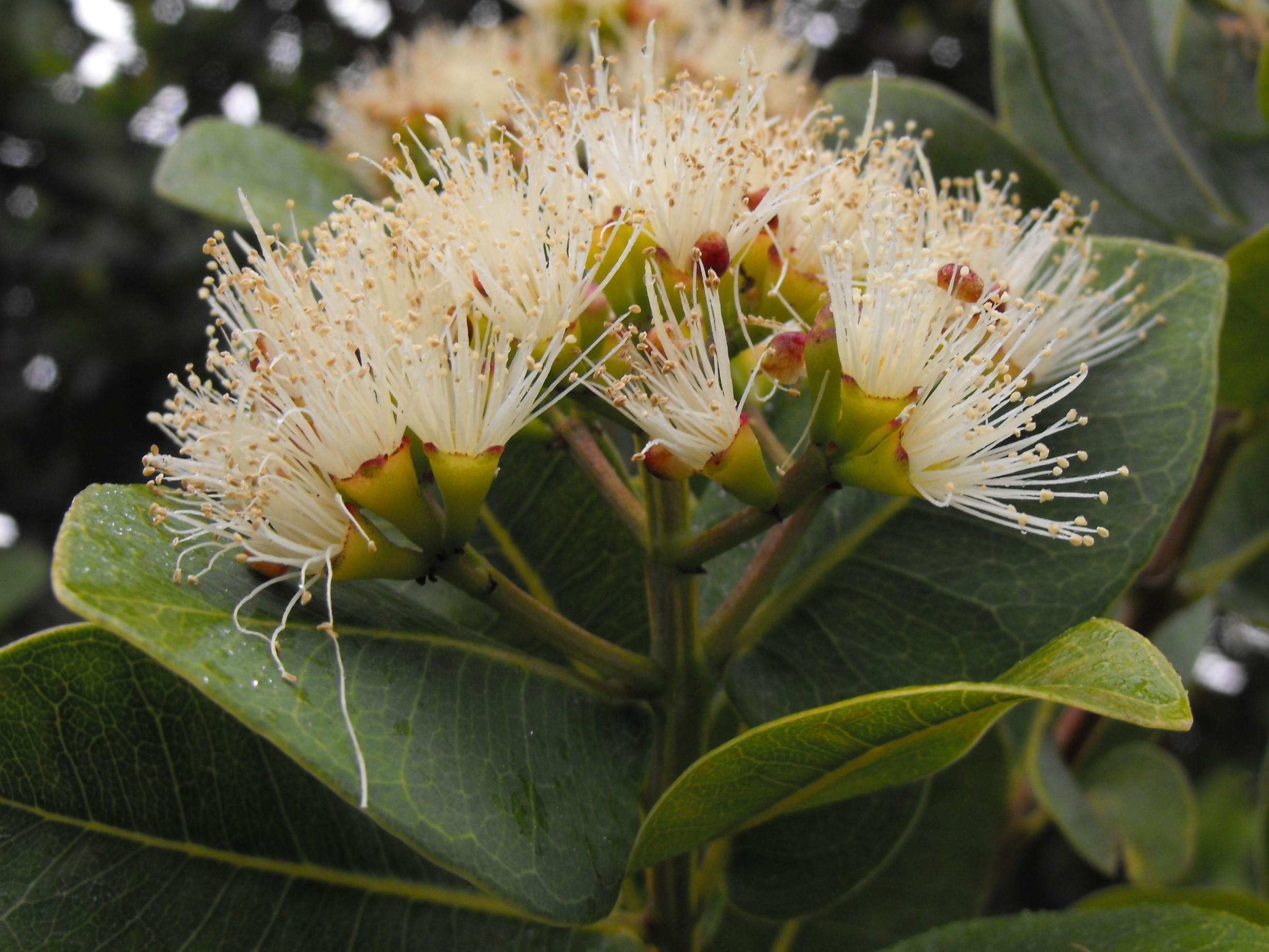